# Éxodo (novela)
Éxodo es una novela escrita en 1958 por el novelista estadounidense Leon Uris acerca de la fundación del Estado de Israel. El título está tomado del barco SS Exodus, que fue protagonista de un histórico suceso durante el proceso de migración hacia Palestina, luego de finalizada la Segunda Guerra Mundial, aunque la novela toma esos hechos sólo parcialmente y sin rigor histórico, para iniciar el relato. 
En 1956, Uris cubrió el conflicto árabe-israelí como corresponsal de guerra. Dos años más tarde, Éxodo fue publicado por Doubleday & Company. La idea del libro surgió de una conversación con el autor y Malcolm Stuart, su agente. Éxodo se convirtió en un fenómeno editorial internacional, el mayor éxito de ventas en los Estados Unidos desde Lo que el viento se llevó (Gone with the Wind) escrito en 1936 por Margaret Mitchell. 
La historia comienza con el protagonista, Ari Ben Canaan, personaje inspirado en los líderes del movimiento sionista, planeando la fuga y posterior transporte de cientos de refugiados judíos, detenidos en un campo de detención británico en Chipre para el Mandato Británico de Palestina. La operación se lleva a cabo bajo los auspicios de la Mossad le'Aliyah bet. Ya establecidos en Palestina la trama narra la historia de los diversos personajes principales y de los lazos de su vida personal con el nacimiento del Estado de Israel, y las tensiones generadas por el atentado terrorista al Hotel Rey David realizado por uno de los sectores del movimiento judío, durante la etapa final de la dominación británica, así como la fuga de la prisión de Acre, terminando con el inicio de la guerra civil de 1947-1948. 
Una película basada en la novela fue dirigida por Otto Preminger en 1960 con Paul Newman como Ari Ben Canaan. Se centró principalmente en la fuga de Chipre y los acontecimientos posteriores en Israel.

## Características principales
La fuerza principal del libro es la descripción de las diferentes personas y los conflictos en sus vidas. Como en varias de las novelas de Uris, algunos caracteres ficticios están parcialmente basados sobre uno o varios personajes históricos, o el acto como metáforas para las varias personas que ayudaron a construir el moderno Israel. 

## Argumento
La novela se divide en cinco partes, denominadas libros. 
El hilo conductor de la historia es el personaje de Ari Ben Canaan, un sabra parcialmente basado en Moshé Dayan, quien lleva adelante un complot para transportar a refugiados judíos desde un campo de detención británico en Chipre hasta  Palestina, entonces también bajo mandato de esa potencia. Ben Canaan trabaja con la organización Le'aliyah Bet.  
En ese marco se relatan las historias de los demás personajes, para mostrar tanto sus orígenes y relaciones, como una imagen condensada de la diáspora judía en Europa y de sus padecimientos en el Holocausto. Todos ellos tienen una importante participación en el nacimiento del Estado de Israel. Entre estos protagonistas se pueden mencionar a la estadounidense Catherine Fremont, enviada a trabajar como enfermera en un campamento de refugiados en Chipre, Dov Landau, un niño judío polaco que sobrevivió al Gueto de Varsovia y Auschwitz, y a Karen Hansen Clement, una niña alemana de origen judío quien se refugió en Dinamarca y luego fue sobreviviente del Holocausto. 

## Otras obras de Leon Uris
- Battle Cry (1953)
- The Angry Hills (1955)
- Exodus (1958)
- Mila 18 (1961)
- Armageddon: A Novel of Berlin (1963)
- Topaz (1967)
- QB VII (1970)
- Trinity (1976)
- The Haj (1984)
- Mitla Pass (1988)
- Redemption (1995)
- A God in Ruins (1999)
- O'Hara's Choice (2003)

- Datos: Q1384109